# Hillary Brooke
Hillary Brooke, właśc. Beatrice Sofia Mathilda Peterson (ur. 8 września 1914, zm. 25 maja 1999) – amerykańska aktorka filmowa i telewizyjna oraz modelka.

## Życiorys
Absolwentka James Madison High School w Brooklynie. Uczęszczała na Uniwersytet Columbia przez trzy lata, planując zostać dietetykiem. Po Columbii została modelką w agencji Powers, pozując przede wszystkim do katalogów wysyłkowych.

## Filmografia
| - Obcym wstęp wzbroniony (Stage Door, 1937) jako Fotograf (niewymieniona w czołówce) - New Faces of 1937 (1937) jako Statystka - Na zawsze twój (Eternally Yours, 1939) jako Blondynka na scenie (niewymieniona w czołówce) - Two Girls on Broadway (1940) jako Druga dziewczyna w pokoju prochowym (niewymieniona w czołówce) - Florian (1940) jako Amazonka (niewymieniona w czołówce) - Nów (New Moon, 1940) jako Gość na przyjęciu (niewymieniona w czołówce) - Filadelfijska opowieść (The Philadelphia Story, 1940) jako Dama z towarzystwa (niewymieniona w czołówce) - The Lone Rider Rides On (1941) jako Sue Brown - Maisie Was a Lady (1941) jako Gość (niewymieniona w czołówce) - Country Fair (1941) (niewymieniona w czołówce) - The Lone Rider in Frontier Fury (1941) jako Georgia Deering - Doktor Jekyll i pan Hyde (Dr. Jekyll and Mr. Hyde, 1941) jako pani Arnold (niewymieniona w czołówce) - Niedokończony interes (Unfinished Business, 1941) jako Kobieta (niewymieniona w czołówce) - Married Bachelor (1941) jako Hillary Gordon (niewymieniona w czołówce) - Dwulicowa kobieta (Two-Faced Woman, 1941) jako Sprzedawczyni w sklepie z ubraniami (niewymieniona w czołówce) - Mr. and Mrs. North (1942) jako Gość (niewymieniona w czołówce) - Sleepytime Gal (1942) jako Blondynka na stacji kolejowej (niewymieniona w czołówce) - To the Shores of Tripoli (1942) jako Obserwatorka parady (niewymieniona w czołówce) - Ship Ahoy (1942) jako Hillary (niewymieniona w czołówce) - Calling Dr. Gillespie (1942) jako pani Brown (niewymieniona w czołówce) - Wake Island (1942) jako Dziewczyna w gospodzie (niewymieniona w czołówce) - Counter-Espionage (1942) jako Pamela Hart - Sherlock Holmes – głos terroru (Sherlock Holmes and the Voice of Terror, 1942) jako Kierowca Jill Grandis (niewymieniona w czołówce) - Happy Go Lucky (1943) jako żona (niewymieniona w czołówce) - The Crystal Ball (1943) jako Przyjaciółka Jo Ainsley (niewymieniona w czołówce) - Sherlock Holmes Faces Death (1943) jako Sally Musgrave - Dziwne losy Jane Eyre (Jane Eyre, 1943) jako Blanche Ingraham - Standing Room Only (1944) jako Alice Todd - Lady in the Dark (1944) jako Panna Bar (niewymieniona w czołówce) - And the Angels Sing (1944) jako Polska panna młoda (niewymieniona w czołówce) - Ministerstwo strachu (Ministry of Fear, 1944) jako pani Bellane - Practically Yours (1944) (niewymieniona w czołówce) - The Enchanted Cottage (1945) jako Beatrice Alexander - The Crime Doctor's Courage (1945) jako Kathleen Carson - Kobieta w zieleni (The Woman in Green, 1945) jako Lydia Marlowe - Droga do Utopii (Road to Utopia, 1945) jako Kate - Up Goes Maisie (1946) jako Barbara Nuboult - The Gentleman Misbehaves (1946) jako Nina Mallory | - Strange Impersonation (1946) jako Arline Cole - Earl Carroll Sketchbook (1946) jako Lynn Stafford - Big Town (1946) jako Lorelei Kilbourne - Monsieur Beaucaire (1946) jako Madame Pompadour - Strange Journey (1946) jako Patti Leeds - The Strange Woman (1946) jako Meg Saladine - I Cover Big Town (1947) jako Lorelei Kilbourne - Big Town After Dark (1947) jako Lorelei Kilbourn - Let's Live Again (1948) jako Sandra Marlowe - The Fuller Brush Man (1948) jako Mildred Trist - Big Town Scandal (1948) jako Lorelei Kilbourne - Abbott i Costello – Afrykańska przygoda (Africa Screams, 1949) jako Diana Emerson - Alimony (1949) jako Linda Waring - Bodyhold (1949) jako Flo Woodbury - Unmasked (1950) jako Doris King Jackson - Beauty on Parade (1950) jako Gloria Barton - Lucky Losers (1950) jako Countess Margo - The Admiral Was a Lady (1950) jako Shirley Pedigrew - Vendetta (1950) jako Lydia Nevil - Insurance Investigator (1951) jako Addie Wilson - Skipalong Rosenbloom (1951) jako Square Deal Sa - Stars Over Hollywood (1951) jako pani Sands (jeden odcinek) - Hollywood Opening Night (1951) jako pani Sands (jeden odcinek) - Lost Continent (1951) jako Marla Stevens - Gruen Guild Playhouse (1951) (odc. That Time in Boston) - The Bigelow Theatre (1951) (odc. Always a Bridesmaid i Rewrite for Love) - Confidence Girl (1952) jako Mary Webb - Chevron Theatre (1952) (odc. Last Day of My Life) - Abbott i Costello spotykają Kapitana Kidda (Abbott and Costello Meet Captain Kidd, 1952) jako kapitan Bonney - Dangerous Assignment (1952) jako Carol (odc. The Bhandara Story) - My Little Margie (1952–1955) jako Roberta Townsend (26 odcinków) - Four Star Playhouse (1952–1953) jako Miriam (odc. Backstage i Ladies on His Mind) - Racket Squad (1952−1953) jako Julia Bentley (odc. Fair Exchange i The Case of Lady Luck) - The Abbott and Costello Show (1952−1953) jako Hillary Brooke / Hilary Brooke (23 odcinki) - Never Wave at a WAC (1953) jako porucznik Phyllis Turnbull - The Lady Wants Mink (1953) jako Evelyn Cantrell - Najeźdźcy z Marsa (Invaders from Mars, 1953) jako Mary MacLean - The Maze (1953) jako Peggy Lord - Mexican Manhunt (1953) jako Eve Carter | - Big Town (1953–1954) jako Valerie Randall (odc. Watch the Birdie i The Senator Story) - Colonel Humphrey Flack (1953–1958) jako Hrabina (odc. Art is Fleeting i Lady Bluebeard - Dragon’s Gold (1954) jako Vivian Crosby - Meet Mr. McNutley (1954) jako Sheila Castle (odc. Ray's Other Life) - The House Across the Lake (1954) jako Carol Forrest - Mr. & Mrs. North (1954) jako Betty Farris (odc. The Placid Affair) - The Pepsi-Cola Playhouse (1954) (odc. When the Police Arrive) - The Christophers (1954) (odc. Changing the World Through the Housewife) - The Mickey Rooney Show (1954) jako pani Brown (odc. The Other Woman) - Cavalcade of America (1954) (odc. A Man’s Home) - Passport to Danger (1954) jako Mae Rand (odc. Casablanca) - Fireside Theatre (1954−1955) jako Julie (odc. Girl Not Wanted i Luxurious Ladies) - The Whistler (1955) jako Sharon (odc. Favor for a Friend) - Public Defender (1955) jako Paula Jackson (odc. Jackpot) - The Ford Television Theatre (1955) jako Vivian Riley (odc. Cardboard Casanova) - The Millionaire (1955) jako Jane Murdock (odc. The Vickie Lawson Story) - Bengazi (1955) jako Nora Nielson - Crossroads (1955) (odc. Vivi Shining Bright) - The Star and the Story (1955–1956) jako Betty Horn / Adelaide Manning / Diana Blair (4 odcinki) - Kocham Lucy (I Love Lucy, 1956) jako Angela Randall (odc. The Fox Hunt) - Screen Directors Playhouse (1956) jako Hrabina (odc. The Sword of Villon) - Człowiek, który wiedział za dużo (The Man Who Knew Too Much, 1956) jako Jan Peterson - Studio 57 (1956) jako Caroline (odc. Palm Springs Incident) - West Point (1956) jako pani Bridgeman (odc. The Right to Choose) - Private Secretary (1957) jako Blanche Colvey (odc. That’s No Lady, That’s an Agent) - Spoilers of the Forest (1957) jako Phyllis Warren - Perry Mason (1957) jako Doris Cole (odc. The Case of the Sleepwalker’s Niece) - December Bride (1957) jako Miss Bennett (odc. The Other Woman) - Yancy Derringer (1959) jako Julia Bulette (odc. The Louisiana Dude) - Father Knows Best (1959) jako pani Carter (odc. The Great Anderson Mystery) - Lawman (1959) jako Claire Adams (odc. The Ring) - General Electric Theater (1959) jako Przyjaciółka Maxine (odc. Night Club) - Richard Diamond, Private Detective (1959–1960) jako Laura Renault / Winifred O’Hara (odc. The Limping Man i The Fine Art of Murder) - Michael Shayne (1960) jako Greta Morgan (odc. This Is It, Michael Shayne) |

## Wyróżnienia
Posiada swoją gwiazdę na Hollywoodzkiej Alei Gwiazd.